# Lujza brit királyi hercegnő
Lujza Viktória Alexandra Dagmar királyi hercegnő a Szász-Koburg-Góta dinasztia tagjaként jött világra 1867. február 20-án a londoni Marlborough házban a későbbi VII. Eduárd brit király s felesége, Alexandra királyné harmadik gyermekeként és első leányaként.
Mivel ő volt szülei legidősebb leánygyermeke, ezért apja 1901. január 22-i trónra lépése után 1905. november 9-én megkapta a Princess Royal címet.

## Családja
Lujzának két bátyja, két húga és egy öccse született még:
- Albert Viktor (1864. január 8. – 1892. január 14.)
- György (1865. június 3. – 1936. január 20.)
- Viktória (1868. július 6. – 1935. december 3.)
- Matild (1869. november 26. – 1938. november 20.)
- Sándor János (1871. április 6. – 1871. április 7.)

1889. július 27-én Louise hercegnő kötött házasságot Alexander Duff-fal, Fife 6. grófjával (1849–1912). Két nappal a házasságkötés után a hercegnő nagyanyja, Viktória királynő Fife hercege címet adományozta férjnek. A házaspár három gyermeke volt. 1890. június 16-án fia, Alastair halva született. Egy évvel később megszületett Alexandra (1891–1959). Maud (1893–1945) volt a legfiatalabb gyermek.